# Gamasellus davydovae
Gamasellus davydovae är en spindeldjursart som beskrevs av Vinnik 1993. Gamasellus davydovae ingår i släktet Gamasellus och familjen Ologamasidae. Inga underarter finns listade i Catalogue of Life.